# 개희
개희(開禧, 1205년 ~ 1207년)는 남송 영종(寧宗) 조확(趙擴)의 세번째 연호이다. 북송 시기 태조(太祖)의 연호 개보(開寶)와 진종(眞宗)의 연호 천희(天禧)를 한 글자 씩 따서 만든 연호이다. 3년 가량 사용하였다.

## 개원
- 가태(嘉泰) 4년 12월 11일[2](율리우스력 1205년 1월 2일)에 연호를 개희(開禧)로 정하고, 다음 해 1월 1일[3](율리우스력 1205년 1월 22일)에 개원함.[4][5][6][7]

- 개희(開禧) 3년 12월 26일[8](율리우스력 1208년 1월 15일)에 연호를 가정(嘉定)으로 정하고, 다음 해 1월 1일[9](율리우스력 1208년 1월 19일)에 개원함.[4][10][6][7]

## 연대 대조표
| 개희 | 서기 (西紀) | 간지 (干支) | 금나라 연호    | 서하 연호                 |
| 원년 | 1205년      | 을축 (乙丑) | 태화(泰和) 5년 | 천경(天慶) 12년           |
| 2년  | 1206년      | 병인 (丙寅) | 태화 6년       | 천경 13년 응천(應天) 원년 |
| 3년  | 1207년      | 정묘 (丁卯) | 태화 7년       | 응천 2년                  |

## 동시대 연호

### 중국
금(金)
- 태화(泰和) (1201년 ~ 1209년)

서하(西夏)
- 천경(天慶) (1194년 ~ 1206년)
- 응천(應天) (1206년 ~ 1209년)

대리국(大理國)
- 천개(天開) (1205년 ~ 1225년)

서요(西遼)
- 천희(天禧) (1177년 ~ 1211년)

기타
- 오희(吴曦) 전운(轉運) (1207년)

### 베트남
- 티엔자바오흐우(天嘉寶祐) (1202년 ~ 1205년)
- 찌빈롱응(治平龍應) (1205년 ~ 1210년)

### 일본
- 겐큐(元久) (1204년 ~ 1206년)
- 겐에이(建永) (1206년 ~ 1207년)
- 조겐(承元) (1207년 ~ 1211년)

## 참고 자료
- 《송사》(宋史) 권38 〈본기〉(本紀) 제38 - 영종(寧宗) 2
- 《속자치통감》 권157 〈송기〉(宋紀) 157
- 《송회요집고》(宋會要輯稿) 예(禮) 54 - 개원소(改元詔)
- 천문우주지식정보 음양력변환

## 같이 보기
- 중국의 연호 목록